# Joensuu (stacja kolejowa)
Joensuu – stacja kolejowa w Joensuu, Finlandii. Budynek dworca pochodzi z 1894. Posiada połączenia m.in. do Helsinek, Lahti i Lappeenranty.